# Ді-Джей Кволлс
Дональд Джозеф Кволлс (англ. Donald Joseph Qualls; нар. 10 червня 1978) — американський актор, найбільш відомий за фільмами «Дорожні пригоди» (2000), «Крутий хлопець» (2002) та «Земне ядро: Кидок у пекло» (2003).

## Біографія
Кволлс народився у Нашвіллі, Теннессі. В 14 років у нього діагностували лімфогранульоматоз. Проходження лікувальних курсів хімієтерапії у ранньому віці вплинуло на його зростання, що пояснює його струнку статуру.
Під час навчання у школі був активним учасником музичної групи. Після закінчення школи вступив до Кінгс-коледжу, Лондон, де вивчав англійську літературу. Згодом повернувся до Теннессі, вступивши до Белмонтського університету в Нашвіллі, де також почав грати у місцевій театральній трупі.
1994 року був статистом у фільмі. 1998 року отримав невелику роль у міні-серіалі. 2000 року він дебютував у одній з головних ролей фільму «Дорожні пригоди». Після успішного дебюту також з'явився у кількох інших фільмах. 2002 року виконав головну роль у фільмі «Крутий хлопець», а 2003 року — одну з головних ролей у фільмі «Земне ядро: Кидок у пекло».
Його робота на телебаченні включає появи у серіалах «Надприродне», «Монк», «Клініка», «Людина у високому замку» та інших.

## Фільмографія

### Фільми
| Рік  |    | Українська назва          | Оригінальна назва       | Роль                                |
| ---- | -- | ------------------------- | ----------------------- | ----------------------------------- |
| 2000 | ф  | Дорожні пригоди           | Road Trip               | Кайл Едвардс                        |
| 2000 | ф  |                           | Cherry Falls            | Валлі                               |
| 2002 | ф  |                           | Comic Book Villains     | Арчі                                |
| 2002 | ф  |                           | Big Trouble             | Ендрю                               |
| 2002 | ф  | Штат самотньої зірки      | Lone Star State of Mind | Джуніор                             |
| 2002 | ф  | Крутий хлопець            | The New Guy             | Діззі Гіллеспі Гаррісон/ Гіл Гарріс |
| 2003 | ф  | Земне ядро: Кидок у пекло | The Core                | Теодор Фінч (Щур)                   |
| 2005 | ф  | Метушня і рух             | Hustle & Flow           | Шелбі                               |
| 2005 | ф  |                           | Little Athens           | Корі                                |
| 2006 | ф  | Мене звуть Рід Фіш        | I'm Reed Fish           | Ендрю                               |
| 2007 | ф  |                           | Delta Farce             | рядовий Еверетт Шеклфорд            |
| 2008 | ф  |                           | Familiar Strangers      | Кенні Вортінгтон                    |
| 2009 | ф  |                           | Road Trip: Beer Pong    | Кайл Едвардс                        |
| 2009 | ф  | Все про Стіва             | All About Steve         | Говард                              |
| 2010 | ф  |                           | Last Day of Summer      | Джо                                 |
| 2010 | ф  |                           | Amigo                   | Зік                                 |
| 2012 | ф  | Безвихідна ситуація       | Small Apartments        | Арті                                |
| 2013 | ф  | Хроніки ломбарду          | Pawn Shop Chronicles    | Джей-Джей                           |
| 2016 | ф  |                           | Buster's Mal Heart      | Браун                               |
| 2017 | кф |                           | Silence Please!         | Дуглас                              |
| 2018 | кф |                           | Fifty Minutes           | містер Поттер                       |

### Серіали
| Рік       |   | Українська назва                    | Оригінальна назва                           | Роль                                              |
| --------- | - | ----------------------------------- | ------------------------------------------- | ------------------------------------------------- |
| 1998      | с |                                     | Mama Flora's Family                         | Джейсон (2 епізоди)                               |
| 2002      | с | Клініка                             | Scrubs                                      | Джош (епізод: "My Student")                       |
| 2005      | с | Загублені                           | Lost                                        | Джонні (епізод: "Everybody Hates Hugo")           |
| 2005      | с | Закон і порядок: Злочинні наміри    | Law & Order: Criminal Intent                | Робі Ботман (епізод: "Scared Crazy")              |
| 2005      | с | Криміналісти: мислити як злочинець  | Criminal Minds                              | Річард Слесман (епізод: "Extreme Aggressor")      |
| 2006      | с | Монк                                | Monk                                        | Руфус (епізод: "Mr. Monk and the Big Reward")     |
| 2006      | с | CSI: Місце злочину                  | CSI: Crime Scene Investigation              | Генрі Гарден (епізод: "Post Mortem")              |
| 2007      | с | 4исла                               | Numb3rs                                     | Ентоні Брекстон (епізод: "Primacy")               |
| 2007      | с | Мене звати Ерл                      | My Name Is Earl                             | Рей-Рей (3 епізоди)                               |
| 2007      | с | Теорія великого вибуху              | The Big Bang Theory                         | Тобі Лобенфельд (епізод: "The Loobenfeld Decay")  |
| 2009      | с | Пуститися берега                    | Breaking Bad                                | Гетц (епізод: "Better Call Saul")                 |
| 2010      | с |                                     | Memphis Beat                                | Дейві Саттон (20 епізодів)                        |
| 2011—2020 | с | Надприродне                         | Supernatural                                | Гарт Фіцджеральд IV / містер Фіззлс (6 епізодів)  |
| 2013      | с | Гаваї 5.0                           | Hawaii Five-0                               | Маршалл Демпс (епізод: "Kupouli 'la")             |
| 2013      | с | Сприйняття                          | Perception                                  | агент Руді Флекнер (2 епізоди)                    |
| 2013—2014 | с |                                     | Legit                                       | Біллі Нагент (26 епізодів)                        |
| 2014—2018 | с | Нація Z                             | Z Nation                                    | Громадянин Z (28 епізодів)                        |
| 2015—2018 | с | Людина у високому замку             | The Man in the High Castle                  | Ед Маккарті (30 епізодів)                         |
| 2017      | с | Фарґо                               | Fargo                                       | Голем (2 епізоди)                                 |
| 2019      | с | Калейдоскоп жахів                   | Creepshow                                   | Кларк Вілсон (епізод: "Bad Wolf Down/The Finger") |
| 2022      | с | Кабінет курйозів Ґільєрмо дель Торо | Guillermo del Toro's Cabinet of Curiosities | Дженкінс Браун (епізод: "Сни у відьминому домі")  |
| 2023      | с | Букмекер                            | Bookie                                      | Алан (епізод: "A Square Job in a Round Hole")     |